# Ersatzinfinitiv
Der Ersatzinfinitiv (lateinisch infinitivus pro participio) ist ein Phänomen der deutschen Grammatik: In bestimmten Fällen ersetzt ein Infinitiv das Partizip Perfekt.
Nach den Grundregeln der Flexion des Verbs werden Perfekt und Plusquamperfekt mit haben bzw. sein und dem Partizip Perfekt gebildet. Geht aber dem Partizip eine Infinitivkonstruktion voraus, so steht bei bestimmten Verben statt des Partizips der Ersatzinfinitiv. Im Einzelnen sind das: 
- alle Modalverben
- die Verben brauchen, heißen, lassen, sehen, hören, fühlen, helfen (bei den drei zuletzt genannten Verben schwankt der Gebrauch).

Der Ersatzinfinitiv nimmt gewöhnlich die Position am Satzende ein; er steht also nur in solchen Fällen, in denen das finite Verb nicht in absoluter Endposition steht (so wie in allen Beispielen unten). Dies ist auch in Nebensätzen manchmal möglich, dort steht das Prädikat zwar geschlossen am Satzende, aber innerhalb eines zusammengesetzten Prädikats kann das finite Verb nach vorn gezogen werden; Einzelheiten zu dieser Konstruktion finden sich im Artikel Deutsche Grammatik #Reihenfolge der Verben.
Beispiele:
- Ich habe das nicht gewollt. – Ich habe das nicht tun wollen.
- Sie hatte es gesehen. – Sie hatte es kommen sehen.
- Du weißt, dass du das nicht gebraucht hättest. – Du weißt, dass du das nicht hättest (zu) machen brauchen.
- Er hatte das Buch zu Hause gelassen. – Er hatte das Buch zu Hause liegen lassen.